# 中華民國盟部旗列表
本表收錄中華民國大陸時期（1912-1949）蒙古各部族、盟、旗。1921年蒙古再次独立后，1946年末通过的《中华民国宪法》仅包括中国蒙古族聚居区的「蒙古各盟旗」。2006年《蒙古盟部旗組織法》正式被中華民國廢止。

## 內蒙古

### 特別旗
- 伊克明安特別旗（ᠶᠡᠬᠡᠮᠢᠩᠭᠠᠨ 
ᠬᠣᠰᠢᠭᠤ），位於黑龍江省。今齊齊哈爾市依安縣、拜泉縣、富裕縣境內。
- 土默特特別旗（ᠲᠦᠮᠡᠳ 
ᠬᠣᠰᠢᠭᠤ），位於綏遠省。今呼和浩特市、包頭市的土左旗、土右旗。
- 阿拉善霍碩特特別旗（ᠠᠯᠠᠱᠠ ᠬᠣᠱᠤᠳ 
ᠬᠣᠰᠢᠭᠤ），位於寧夏省，今阿拉善左旗、阿拉善右旗。
- 額濟納舊土爾扈特特別旗（ᠡᠵᠡᠨ᠎ᠡ ᠲᠣᠷᠭᠤᠳ 
ᠬᠣᠰᠢᠭᠤ），位於寧夏省，今額濟納旗。

### 呼倫貝爾地區
呼倫貝爾部（ᠬᠥᠯᠦᠨ ᠪᠦᠢᠷ 
ᠠᠶᠢᠮᠠᠭ）主要源於巴爾虎等黑龍江駐防呼倫貝爾各旗，先後屬於黑龙江省（1931年前）和興安省（1945年後），滿洲國時期屬興安總省興北地區，今屬呼倫貝爾市嶺西地區。
- 新巴爾虎左翼旗（ᠰᠢᠨ᠎ᠡ ᠪᠠᠷᠭᠤ 
ᠵᠡᠭᠦᠨ ᠭᠠᠷᠤᠨ 
ᠬᠣᠰᠢᠭᠤ），滿洲國置。
- 新巴爾虎右翼旗（ᠰᠢᠨ᠎ᠡ ᠪᠠᠷᠭᠤ 
ᠪᠠᠷᠠᠭᠤᠨ ᠭᠠᠷᠤᠨ 
ᠬᠣᠰᠢᠭᠤ），滿洲國置。
- 陳巴爾虎旗（ᠬᠠᠭᠤᠴᠢᠨ 
ᠪᠠᠷᠭᠤ 
ᠬᠣᠰᠢᠭᠤ）
- 額爾古納左翼旗（ᠡᠷᠭᠦᠨ᠎ᠡ 
ᠵᠡᠭᠦᠨ ᠭᠠᠷᠤᠨ 
ᠬᠣᠰᠢᠭᠤ），滿洲國置。
- 額爾古納右翼旗（ᠡᠷᠭᠦᠨ᠎ᠡ 
ᠵᠡᠭᠦᠨ ᠭᠠᠷᠤᠨ 
ᠬᠣᠰᠢᠭᠤ），滿洲國置。
- 索倫旗（穆麟德轉寫：solon gūsa），滿洲國置。

### 布特哈地區
布特哈（穆麟德轉寫：buthai）先後屬於黑龍江省和興安省，滿洲國時期屬興安總省興東地區，今屬呼倫貝爾市嶺東地區。
- 布特哈旗 ，滿洲國置。
- 巴彥旗 ，滿洲國置。
- 莫力達瓦旗（ᠮᠣᠷᠢᠨ ᠳᠠᠪᠠᠭ᠎ᠠ 
ᠬᠣᠰᠢᠭᠤ），滿洲國置。
- 阿榮旗（ᠠᠷᠤᠨ 
ᠬᠣᠰᠢᠭᠤ），滿洲國置。
- 喜扎嘎爾旗 ，滿洲國置。

### 哲里木盟
哲里木盟（ᠵᠢᠷᠢᠮ ᠦ᠋ᠨ 
ᠴᠢᠭᠤᠯᠭᠠᠨ）十旗，主要源於科爾沁部，會盟於科爾沁右翼中旗境內之哲里木山（今科爾沁右翼中旗境）。先後屬於遼寧省和遼北省，滿洲國時期屬興安總省興南地區。

#### 科爾沁部左翼
科爾沁部左翼（ᠬᠣᠷᠴᠢᠨ 
ᠵᠡᠭᠦᠨ ᠭᠠᠷᠤᠨ）先後屬於奉天省和遼北省，滿洲國時期屬興安總省興南地區。今屬通遼市管轄。
- 科爾沁左翼前旗（ᠬᠣᠷᠴᠢᠨ 
ᠵᠡᠭᠦᠨ ᠭᠠᠷᠤᠨ 
ᠡᠮᠦᠨᠡᠳᠦ 
ᠬᠣᠰᠢᠭᠤ），俗稱賓圖旗。
- 科爾沁左翼中旗（ᠬᠣᠷᠴᠢᠨ 
ᠵᠡᠭᠦᠨ ᠭᠠᠷᠤᠨ 
ᠳᠤᠮᠳᠠᠳᠤ 
ᠬᠣᠰᠢᠭᠤ），俗稱達爾罕旗。
- 科爾沁左翼後旗（ᠬᠣᠷᠴᠢᠨ 
ᠵᠡᠭᠦᠨ ᠭᠠᠷᠤᠨ 
ᠬᠣᠶᠢᠲᠤ 
ᠬᠣᠰᠢᠭᠤ），旗府甘旗卡。

#### 科爾沁部右翼
科爾沁部右翼（ᠬᠣᠷᠴᠢᠨ 
ᠪᠠᠷᠠᠭᠤᠨ ᠭᠠᠷᠤᠨ），先後屬於奉天省和遼北省，滿洲國時期屬興安總省興中地區。今屬興安盟管轄。
- 科爾沁右翼前旗（ᠬᠣᠷᠴᠢᠨ 
ᠪᠠᠷᠠᠭᠤᠨ ᠭᠠᠷᠤᠨ 
ᠡᠮᠦᠨᠡᠳᠦ 
ᠬᠣᠰᠢᠭᠤ）
- 科爾沁右翼中旗（ᠬᠣᠷᠴᠢᠨ 
ᠪᠠᠷᠠᠭᠤᠨ ᠭᠠᠷᠤᠨ 
ᠳᠤᠮᠳᠠᠳᠤ 
ᠬᠣᠰᠢᠭᠤ）
- 科爾沁右翼後旗（ᠬᠣᠷᠴᠢᠨ 
ᠪᠠᠷᠠᠭᠤᠨ ᠭᠠᠷᠤᠨ 
ᠬᠣᠶᠢᠲᠤ 
ᠬᠣᠰᠢᠭᠤ）

#### 非科爾沁部
- 扎賚特旗（ᠵᠠᠯᠠᠢᠳ 
ᠬᠣᠰᠢᠭᠤ），先後屬於吉林省和嫩江省，滿洲國時期屬興安總省興中地區。今屬興安盟管轄。
- 杜爾伯特旗（ᠳᠥᠷᠪᠡᠳ 
ᠬᠣᠰᠢᠭᠤ），位於嫩江省，滿洲國時期屬龍江省。今黑龍江省大慶市杜爾伯特蒙古族自治縣。
- 郭爾羅斯前旗（ᠭᠣᠷᠯᠣᠰ ᠦ᠋ᠨ 
ᠡᠮᠦᠨᠡᠳᠦ 
ᠬᠣᠰᠢᠭᠤ），位於吉林省。今松原市前郭爾羅斯蒙古族自治縣。
- 郭爾羅斯後旗（ᠭᠣᠷᠯᠣᠰ ᠦ᠋ᠨ 
ᠬᠣᠶᠢᠲᠤ 
ᠬᠣᠰᠢᠭᠤ），位於嫩江省，滿洲國時期屬濱江省。今黑龍江省肇源縣。

### 卓索圖盟
卓索圖盟（ᠵᠣᠰᠣᠲᠤ ᠶ᠋ᠢᠨ 
ᠴᠢᠭᠤᠯᠭᠠᠨ）五旗，主要源於喀喇沁部及土默特部。會盟於土默特右翼旗境內之卓索圖。位於熱河省（北洋政府時為熱河特別區）。今屬赤峰市和遼寧省西北部各市。
- 喀喇沁左翼旗（ᠬᠠᠷᠠᠴᠢᠨ 
ᠵᠡᠭᠦᠨ ᠭᠠᠷᠤᠨ 
ᠬᠣᠰᠢᠭᠤ），俗稱南公旗，今赤峰市喀喇沁旗。
- 喀喇沁中旗（ᠬᠠᠷᠠᠴᠢᠨ 
ᠳᠤᠮᠳᠠᠳᠤ 
ᠬᠣᠰᠢᠭᠤ），俗稱馬公旗，今屬赤峰市寧城縣。
- 喀喇沁右翼旗（ᠬᠠᠷᠠᠴᠢᠨ 
ᠪᠠᠷᠠᠭᠤᠨ ᠭᠠᠷᠤᠨ 
ᠬᠣᠰᠢᠭᠤ），俗稱喀喇沁王旗，今喀喇沁旗。
- 土默特左翼旗（ᠲᠦᠮᠡᠳ 
ᠵᠡᠭᠦᠨ ᠭᠠᠷᠤᠨ 
ᠬᠣᠰᠢᠭᠤ），俗稱蒙古貞，今遼寧省阜新市阜新縣。
- 土默特中旗（ᠲᠦᠮᠡᠳ 
ᠳᠤᠮᠳᠠᠳᠤ 
ᠬᠣᠰᠢᠭᠤ），满洲国置，今遼寧省朝陽市朝陽縣。
- 土默特右翼旗（ᠲᠦᠮᠡᠳ 
ᠪᠠᠷᠠᠭᠤᠨ ᠭᠠᠷᠤᠨ 
ᠬᠣᠰᠢᠭᠤ），今遼寧省北票市。
- 唐古特喀爾喀旗，满洲国废，今庫倫旗西南格爾林蘇木。
- 錫埒圖庫倫旗，即錫埒圖庫倫喇嘛旗，满洲国时期改稱庫倫旗。

### 昭烏達盟
昭烏達盟（ᠵᠤᠤ ᠤᠳᠠ ᠦ᠋ᠨ 
ᠴᠢᠭᠤᠯᠭᠠᠨ）十三旗，會盟於翁牛特左翼旗境內之昭烏達。位於熱河省（原熱河特別區）。今屬赤峰市、通遼市管轄。
- 巴林左翼旗（ᠪᠠᠭᠠᠷᠢᠨ 
ᠵᠡᠭᠦᠨ ᠭᠠᠷᠤᠨ 
ᠬᠣᠰᠢᠭᠤ），今赤峰市巴林左旗。
- 巴林右翼旗（ᠪᠠᠭᠠᠷᠢᠨ 
ᠪᠠᠷᠠᠭᠤᠨ ᠭᠠᠷᠤᠨ 
ᠬᠣᠰᠢᠭᠤ），今赤峰市巴林右旗。
- 奈曼旗（ᠨᠠᠢᠮᠠᠨ 
ᠬᠣᠰᠢᠭᠤ），今屬通遼市管轄。
- 敖漢左翼旗（ᠠᠤᠬᠠᠨ 
ᠵᠡᠭᠦᠨ ᠭᠠᠷᠤᠨ 
ᠬᠣᠰᠢᠭᠤ），满洲国废，今赤峰市敖漢旗。
- 敖漢右翼旗（ᠠᠤᠬᠠᠨ 
ᠪᠠᠷᠠᠭᠤᠨ ᠭᠠᠷᠤᠨ 
ᠬᠣᠰᠢᠭᠤ），满洲国废，今敖漢旗西北四道灣子鎮。
- 敖汗南旗，满洲国废，今敖漢旗東北上敖套海。
- 翁牛特左翼旗（ᠣᠩᠨᠢᠭᠤᠳ 
ᠵᠡᠭᠦᠨ ᠭᠠᠷᠤᠨ 
ᠬᠣᠰᠢᠭᠤ）
- 翁牛特右翼旗（ᠣᠩᠨᠢᠭᠤᠳ 
ᠪᠠᠷᠠᠭᠤᠨ ᠭᠠᠷᠤᠨ 
ᠬᠣᠰᠢᠭᠤ），今赤峰市翁牛特旗。
- 阿魯科爾沁旗（ᠠᠷᠤ ᠬᠣᠷᠴᠢᠨ 
ᠬᠣᠰᠢᠭᠤ）
- 喀爾喀左翼旗（ᠬᠠᠯᠬ᠎ᠠ 
ᠵᠡᠭᠦᠨ ᠭᠠᠷᠤᠨ 
ᠬᠣᠰᠢᠭᠤ），满洲国废，今內蒙古自治區奈曼旗東朝古台蘇木。
- 札魯特左翼旗（ᠵᠠᠷᠤᠳ 
ᠵᠡᠭᠦᠨ ᠭᠠᠷᠤᠨ 
ᠬᠣᠰᠢᠭᠤ），今通遼市扎魯特旗。
- 札魯特右翼旗（ᠵᠠᠷᠤᠳ 
ᠪᠠᠷᠠᠭᠤᠨ ᠭᠠᠷᠤᠨ 
ᠬᠣᠰᠢᠭᠤ）
- 克什克騰旗（ᠬᠡᠰᠢᠭᠲᠡᠨ 
ᠬᠣᠰᠢᠭᠤ），今屬赤峰市。

### 錫林郭勒盟
錫林郭勒盟（ᠰᠢᠯᠢ ᠶ᠋ᠢᠨ ᠭᠣᠤᠯ ᠦ᠋ᠨ 
ᠴᠢᠭᠤᠯᠭᠠᠨ）十旗，會盟於阿巴噶左翼旗、阿巴哈納爾左翼旗境內之錫林河。位於察哈爾省（北洋政府時為察哈爾特別區）。
- 烏珠穆沁左翼旗（ᠦᠵᠦᠮᠦᠴᠢᠨ 
ᠵᠡᠭᠦᠨ ᠭᠠᠷᠤᠨ 
ᠬᠣᠰᠢᠭᠤ），今東烏珠穆沁旗。
- 烏珠穆沁右翼旗（ᠦᠵᠦᠮᠦᠴᠢᠨ 
ᠪᠠᠷᠠᠭᠤᠨ ᠭᠠᠷᠤᠨ 
ᠬᠣᠰᠢᠭᠤ），今西烏珠穆沁旗。
- 浩齊特左翼旗（ᠬᠠᠦ᠋ᠢᠳ 
ᠵᠡᠭᠦᠨ ᠭᠠᠷᠤᠨ 
ᠬᠣᠰᠢᠭᠤ），今位於西乌珠穆沁旗西北。
- 浩齊特右翼旗（ᠬᠠᠦ᠋ᠢᠳ 
ᠪᠠᠷᠠᠭᠤᠨ ᠭᠠᠷᠤᠨ 
ᠬᠣᠰᠢᠭᠤ），今位於錫林浩特市北部。
- 阿巴噶左翼旗（ᠠᠪᠠᠭ᠎ᠠ 
ᠵᠡᠭᠦᠨ ᠭᠠᠷᠤᠨ 
ᠬᠣᠰᠢᠭᠤ），今阿巴嘎旗。
- 阿巴噶右翼旗（ᠠᠪᠠᠭ᠎ᠠ 
ᠪᠠᠷᠠᠭᠤᠨ ᠭᠠᠷᠤᠨ 
ᠬᠣᠰᠢᠭᠤ），今阿巴嘎旗。
- 阿巴哈納爾左翼旗（ᠠᠪᠠᠭᠠᠨᠠᠷ 
ᠵᠡᠭᠦᠨ ᠭᠠᠷᠤᠨ 
ᠬᠣᠰᠢᠭᠤ），今錫林浩特市。
- 阿巴哈納爾右翼旗（ᠠᠪᠠᠭᠠᠨᠠᠷ 
ᠪᠠᠷᠠᠭᠤ ᠭᠠᠷᠤᠨ 
ᠬᠣᠰᠢᠭᠤ），今錫林浩特市。
- 蘇尼特左翼旗（ᠰᠥᠨᠢᠳ 
ᠵᠡᠭᠦᠨ ᠭᠠᠷᠤᠨ 
ᠬᠣᠰᠢᠭᠤ），今蘇尼特左旗。
- 蘇尼特右翼旗（ᠰᠥᠨᠢᠳ 
ᠪᠠᠷᠠᠭᠤᠨ ᠭᠠᠷᠤᠨ 
ᠬᠣᠰᠢᠭᠤ），今蘇尼特右旗。

### 察哈爾盟
察哈爾盟（ᠴᠠᠬᠠᠷ 
ᠠᠶᠢᠮᠠᠭ）十二旗，1936年由蒙古地方自治政務委員會改建八旗察哈爾而成，原屬察哈爾省。

#### 察哈爾盟左翼
包含原察哈爾左翼4旗及1936年由牧群新建之4旗，位於察哈爾省。今屬錫林郭勒盟。
- 商都旗，原為大馬群、商都牧群，1936年2月改置。今分屬錫林郭勒盟鑲黃旗、烏蘭察布市化德縣等地。
- 明安旗（ᠮᠢᠩᠭᠠ 
ᠬᠣᠰᠢᠭᠤ），原為牛羊群、明安牧群，1936年2月改置。今位於錫林郭勒盟鑲黃旗、正藍旗一帶。
- 太僕寺左翼旗（ᠲᠠᠶᠢᠫᠤᠰᠧ 
ᠵᠡᠭᠦᠨ ᠭᠠᠷᠤᠨ 
ᠬᠣᠰᠢᠭᠤ），原為左翼牧群，1936年2月改置。今太僕寺旗。
- 太僕寺右翼旗（ᠲᠠᠶᠢᠫᠤᠰᠧ 
ᠪᠠᠷᠠᠭᠤᠨ ᠭᠠᠷᠤᠨ 
ᠬᠣᠰᠢᠭᠤ），原為右翼牧群，1936年2月改置。今位於正蓝旗西北。
- 察哈爾左翼正藍旗（ᠴᠠᠬᠠᠷ 
ᠵᠡᠭᠦᠨ ᠭᠠᠷᠤᠨ 
ᠰᠢᠯᠤᠭᠤᠨ ᠬᠥᠬᠡ 
ᠬᠣᠰᠢᠭᠤ），今屬正藍旗。
- 察哈爾左翼鑲白旗（ᠴᠠᠬᠠᠷ 
ᠵᠡᠭᠦᠨ ᠭᠠᠷᠤᠨ 
ᠬᠥᠪᠡᠭᠡᠲᠦ ᠴᠠᠭᠠᠨ 
ᠬᠣᠰᠢᠭᠤ），今屬正鑲白旗。
- 察哈爾左翼正白旗（ᠴᠠᠬᠠᠷ 
ᠵᠡᠭᠦᠨ ᠭᠠᠷᠤᠨ 
ᠰᠢᠯᠤᠭᠤᠨ ᠴᠠᠭᠠᠨ 
ᠬᠣᠰᠢᠭᠤ），今分屬正藍旗及正鑲白旗。
- 察哈爾左翼鑲黃旗（ᠴᠠᠬᠠᠷ 
ᠵᠡᠭᠦᠨ ᠭᠠᠷᠤᠨ 
ᠬᠥᠪᠡᠭᠡᠲᠦ ᠰᠢᠷ᠎ᠠ 
ᠬᠣᠰᠢᠭᠤ），今屬鑲黃旗。

#### 察哈爾盟右翼
原屬察哈爾省，後劃歸綏遠省，也稱綏東四旗。今屬烏蘭察布市。
- 察哈爾右翼正黃旗（ᠴᠠᠬᠠᠷ 
ᠪᠠᠷᠠᠭᠤᠨ ᠭᠠᠷᠤᠨ 
ᠰᠢᠯᠤᠭᠤᠨ ᠰᠢᠷ᠎ᠠ 
ᠬᠣᠰᠢᠭᠤ），今烏蘭察布市兴和县﹑察哈尔右翼前旗的大部分以及察哈尔右翼后旗的东部和商都县的一部分。
- 察哈爾右翼正紅旗（ᠴᠠᠬᠠᠷ 
ᠪᠠᠷᠠᠭᠤᠨ ᠭᠠᠷᠤᠨ 
ᠰᠢᠯᠤᠭᠤᠨ ᠤᠯᠠᠭᠠᠨ 
ᠬᠣᠰᠢᠭᠤ），今乌兰察布市集寧區﹑察哈尔右翼前﹑后二旗西部﹑卓资县东北部和丰镇市西部的一部分。
- 察哈爾右翼鑲紅旗（ᠴᠠᠬᠠᠷ 
ᠪᠠᠷᠠᠭᠤᠨ ᠭᠠᠷᠤᠨ 
ᠬᠥᠪᠡᠭᠡᠲᠦ ᠤᠯᠠᠭᠠᠨ 
ᠬᠣᠰᠢᠭᠤ），今察哈尔右翼中旗东南部﹑卓资县东部﹑凉城县大部和丰镇市西部的一小部分。
- 察哈爾右翼鑲藍旗（ᠴᠠᠬᠠᠷ 
ᠪᠠᠷᠠᠭᠤᠨ ᠭᠠᠷᠤᠨ 
ᠬᠥᠪᠡᠭᠡᠲᠦ ᠬᠥᠬᠡ 
ᠬᠣᠰᠢᠭᠤ），今察哈尔右翼中旗西部及北部﹑卓资县大部和凉城县西部，呼和浩特市武川县一小部分。

### 烏蘭察布盟
烏蘭察布盟（ᠤᠯᠠᠭᠠᠨᠴᠠᠪ ᠦ᠋ᠨ 
ᠴᠢᠭᠤᠯᠭᠠᠨ）六旗，位於綏遠省（北洋政府時為綏遠特別區），會盟於四子部落旗境內之烏蘭察布山。
- 四子部落旗（ᠳᠦᠷᠪᠡᠨ ᠬᠡᠦᠬᠡᠳ ᠦ᠋ᠨ 
ᠬᠣᠰᠢᠭᠤ），俗稱四子王旗。今屬烏蘭察布市。
- 喀爾喀右翼旗（ᠬᠠᠯᠬ᠎ᠠ 
ᠪᠠᠷᠠᠭᠤᠨ ᠭᠠᠷᠤᠨ 
ᠬᠣᠰᠢᠭᠤ），俗稱達爾罕貝勒旗。今屬包頭市達爾罕茂明安聯合旗。
- 茂明安旗（ᠮᠤᠤᠮᠢᠩᠭᠠᠨ 
ᠬᠣᠰᠢᠭᠤ），今屬包頭市達爾罕茂明安聯合旗。
- 烏拉特前旗（ᠤᠷᠠᠳ ᠤᠨ 
ᠡᠮᠦᠨᠡᠳᠦ 
ᠬᠣᠰᠢᠭᠤ），俗稱西公旗。今屬巴彥淖爾市。
- 烏拉特中旗（ᠤᠷᠠᠳ ᠤᠨ 
ᠳᠤᠮᠳᠠᠳᠤ 
ᠬᠣᠰᠢᠭᠤ），俗稱中公旗。今屬巴彥淖爾市。
- 烏拉特後旗（ᠤᠷᠠᠳ ᠤᠨ 
ᠬᠣᠶᠢᠲᠤ 
ᠬᠣᠰᠢᠭᠤ），俗稱東公旗。今屬巴彥淖爾市。

### 伊克昭盟
伊克昭盟（ᠶᠡᠬᠡ ᠵᠣᠣ ᠶ᠋ᠢᠨ 
ᠴᠢᠭᠤᠯᠭᠠᠨ）七旗，位於綏遠省（原綏遠特別區），會盟於王愛召。今屬鄂爾多斯市。
- 鄂爾多斯左翼中旗（ᠣᠷᠳᠤᠰ 
ᠵᠡᠭᠦᠨ ᠭᠠᠷᠤᠨ 
ᠳᠤᠮᠳᠠᠳᠤ 
ᠬᠣᠰᠢᠭᠤ），又稱郡王旗，今伊金霍洛旗。
- 鄂爾多斯左翼前旗（ᠣᠷᠳᠤᠰ 
ᠵᠡᠭᠦᠨ ᠭᠠᠷᠤᠨ 
ᠡᠮᠦᠨᠡᠳᠦ 
ᠬᠣᠰᠢᠭᠤ），今準格爾旗（ᠵᠡᠭᠦᠨᠭᠠᠷ ᠬᠣᠰᠢᠭᠤ，「準格爾」意為「左翼」，與準噶爾部無關）。
- 鄂爾多斯左翼後旗（ᠣᠷᠳᠤᠰ 
ᠵᠡᠭᠦᠨ ᠭᠠᠷᠤᠨ 
ᠬᠣᠶᠢᠲᠤ 
ᠬᠣᠰᠢᠭᠤ），今達拉特旗（ᠳᠠᠯᠠᠳ ᠬᠣᠰᠢᠭᠤ）。
- 鄂爾多斯右翼中旗（ᠣᠷᠳᠤᠰ 
ᠪᠠᠷᠠᠭᠤᠨ ᠭᠠᠷᠤᠨ 
ᠳᠤᠮᠳᠠᠳᠤ 
ᠬᠣᠰᠢᠭᠤ），今鄂托克旗（ᠣᠲᠣᠭ ᠬᠣᠰᠢᠭᠤ）。
- 鄂爾多斯右翼前旗（ᠣᠷᠳᠤᠰ 
ᠪᠠᠷᠠᠭᠤᠨ ᠭᠠᠷᠤᠨ 
ᠡᠮᠦᠨᠡᠳᠦ 
ᠬᠣᠰᠢᠭᠤ），今烏審旗（ᠦᠦᠰᠢᠨ ᠬᠣᠰᠢᠭᠤ）。
- 鄂爾多斯右翼後旗（ᠣᠷᠳᠤᠰ 
ᠪᠠᠷᠠᠭᠤᠨ ᠭᠠᠷᠤᠨ 
ᠬᠣᠶᠢᠲᠤ 
ᠬᠣᠰᠢᠭᠤ），今杭錦旗（ᠬᠠᠩᠭᠢᠨ ᠬᠣᠰᠢᠭᠤ）。
- 鄂爾多斯右翼前末旗，又稱札薩克旗，今併入伊金霍洛旗。

## 外蒙古
中華民國政府對外蒙古的統治僅到1921年，此後蒙古恢復獨立並於1924年建立蒙古人民共和國，1946年獲得中華民國政府正式承認（1953年已经撤往台湾的国民党政府曾以控蘇案為由否決承認，2002年之后恢复承认），並於1961年加入聯合國。2012年中华民国政府陆委会之新闻稿再次重申蒙古国领土并非中华民国法定之疆域。

### 克魯倫巴爾和屯盟
克魯倫巴爾和屯盟（ᠬᠡᠷᠦᠯᠦᠨ ᠪᠠᠷᠰ ᠬᠣᠲᠠ ᠶ᠋ᠢᠨ 
ᠴᠢᠭᠤᠯᠭᠠᠨ），即車臣汗部（ᠰᠡᠴᠡᠨ ᠬᠠᠨ 
ᠠᠶᠢᠮᠠᠭ），又稱喀爾喀東路，會盟於克魯倫河畔巴拉斯城。1923年10月，蒙古人民黨政府將其改為杭肯特烏拉省。

| 車臣汗部中部 - 東路車臣汗旗 - 東路中左旗 - 東路中右旗 - 東路中前旗 - 東路中後旗 - 東路中末旗 - 東路中左前旗 - 東路中右後旗 - 東路中末右旗 - 東路中末次旗 | 車臣汗部右翼 - 東路右翼前旗 - 東路右翼後旗 - 東路右翼左旗 - 東路右翼中旗 - 東路右翼中前旗 - 東路右翼中左旗 - 東路右翼中右旗 | 車臣汗部左翼 - 東路左翼左旗 - 東路左翼右旗 - 東路左翼前旗 - 東路左翼後旗 - 東路左翼中旗 - 東路左翼後末旗 |

### 汗阿林盟
汗阿林盟（ᠬᠠᠨ ᠠᠭᠤᠯᠠ ᠶ᠋ᠢᠨ 
ᠴᠢᠭᠤᠯᠭᠠᠨ），即土謝圖汗部（ᠲᠦᠰᠢᠶᠡᠲᠦ ᠬᠠᠨ 
ᠠᠶᠢᠮᠠᠭ），又稱喀爾喀後路。1923年10月，蒙古人民黨政府將其改為博格多汗烏拉省。

| 土謝圖汗部中部 - 後路土謝圖汗旗 - 後路中旗（今蒙古國烏蘭巴托市所在地，舊稱庫倫、大庫倫） - 後路中次旗 - 後路中左旗 - 後路中右旗 - 後路中右末旗 - 後路中左翼末旗 | 土謝圖汗部右翼 - 後路右翼左旗 - 後路右翼右旗 - 後路右翼後旗 - 後路右翼左後旗 - 後路右翼左末旗 - 後路右翼右末旗 - 後路右翼右末次旗 | 土謝圖汗部左翼 - 後路左翼前旗 - 後路左翼後旗 - 後路左翼中旗 - 後路左翼末旗 - 後路左翼中左旗 - 後路左翼右末旗 - 後路左翼左中末旗 |

### 齊齊爾里克盟
齊齊爾里克盟（ᠴᠡᠴᠡᠷᠯᠢᠭ ᠦ᠋ᠨ 
ᠴᠢᠭᠤᠯᠭᠠᠨ），即三音諾顏部（ᠰᠠᠶᠢᠨ ᠨᠣᠶᠠᠨ 
ᠠᠶᠢᠮᠠᠭ），又稱喀爾喀中路。1923年10月，蒙古人民黨政府將其改為齊齊爾里克曼達爾省。

| 三音諾顏部中部 - 中部三音諾顏旗 - 中部中左旗 - 中部中右旗 - 中部中前旗 - 中部中後旗 - 中左翼末旗 - 中部中右翼末旗 - 中部中末旗 - 中部中後末旗 - 中部額魯特旗 - 中部額魯特後旗 | 三音諾顏部右翼 - 中部右翼前旗 - 中部右翼後旗 - 中部右末旗 - 中部右翼中左旗 - 中部右翼中右旗 - 中部右翼中末旗 - 中部右翼左末旗 - 中部右翼右後旗 |

### 札克畢拉色欽畢都爾諾爾盟
札克畢拉色欽畢都爾諾爾盟（ᠵᠠᠭ ᠭᠣᠣᠯ ᠦ᠋ᠨ ᠡᠬᠢ 
ᠪᠢᠳᠤᠷᠢᠶ᠎ᠠ ᠨᠠᠭᠤᠷ ᠦ᠋ᠨ 
ᠴᠢᠭᠤᠯᠭᠠᠨ），即札薩克圖汗部（ᠵᠠᠰᠠᠭᠲᠤ ᠬᠠᠨ 
ᠠᠶᠢᠮᠠᠭ），又稱喀爾喀西路。1923年10月，蒙古人民黨政府將其改為杭特希爾烏拉省。

| 札薩克圖汗部中部 - 西部扎薩克圖汗旗及左翼後左旗 - 西部中左翼左旗 - 西部中左翼右旗 - 西部中左翼末旗 - 西部中右翼左旗 - 西部中右翼末旗 - 西部中右翼末次旗 | 札薩克圖汗部右翼 - 西部右翼右旗 - 西部右翼前旗 - 西部右翼右末旗 - 西部右翼後末旗 - 西部輝特旗 | 札薩克圖汗部左翼 - 西部左翼左旗 - 西部左翼右旗 - 西部左翼前旗 - 西部左翼後旗 - 西部左翼中旗及右翼後旗 - 西部左翼後末旗 |

### 三音濟雅圖左翼盟
三音濟雅圖左翼盟（ᠰᠠᠶᠢᠨ ᠵᠠᠶᠠᠭᠠᠲᠤ ᠶ᠋ᠢᠨ 
ᠵᠡᠭᠦᠨ ᠭᠠᠷᠤᠨ 
ᠴᠢᠭᠤᠯᠭᠠᠨ），位於科布多，主要屬於衛拉特杜爾伯特部。1925年廢除。
- 杜爾伯特汗旗
- 杜爾伯特中旗
- 杜爾伯特中左旗
- 杜爾伯特中前旗
- 杜爾伯特中後旗
- 杜爾伯特中上旗
- 杜爾伯特中下旗
- 杜爾伯特中前左旗
- 杜爾伯特中前右旗
- 杜爾伯特中後左旗
- 杜爾伯特中後右旗
- 輝特下前旗

### 三音濟雅圖右翼盟
三音濟雅圖右翼盟（ᠰᠠᠶᠢᠨ ᠵᠠᠶᠠᠭᠠᠲᠤ ᠶ᠋ᠢᠨ 
ᠪᠠᠷᠠᠭᠤᠨ ᠭᠠᠷᠤᠨ 
ᠴᠢᠭᠤᠯᠭᠠᠨ），位於科布多，主要屬於衛拉特杜爾伯特部。1925年廢除。
- 杜爾伯特前旗
- 杜爾伯特前右旗
- 杜爾伯特中右旗
- 輝特下後旗
- 札哈沁總管旗
- 明阿特旗
- 額魯特旗

### 唐努烏梁海
唐努烏梁海（ᠲᠠᠩᠨᠤ ᠤᠷᠢᠶᠠᠩᠬᠠᠢ，圖瓦語：Таңды Урянхай）大部於1921年獨立為圖瓦人民共和國，1944年被併入蘇聯。東南部仍歸屬蒙古人民共和國。

#### 位於今日俄羅斯境內
- 托錦旗
- 薩拉吉克旗
- 唐努旗
- 奇木奇克旗
- 扎薩克圖汗部烏梁海一佐領（部分）
- 烏梁海三佐領
- 烏梁海四佐領
- 三音諾顏部烏梁海十三佐領

#### 位於今日蒙古國境內
- 庫布蘇庫諾爾旗
- 達爾哈達沙畢
- 烏布爾蘇門（位置不詳）
- 達諾伊翁（位置不詳）
- 司哈夫喀拉內屋（位置不詳）
- 扎薩克圖汗部烏梁海一佐領（部分）
- 烏梁海二佐領
- 哲布尊丹巴呼圖克圖屬烏梁海三佐領

## 新疆省

### 巴圖塞特奇勒圖盟
巴圖塞特奇勒圖盟（ᠪᠠᠲᠤ ᠰᠡᠳᠬᠢᠯᠲᠦ ᠶ᠋ᠢᠨ 
ᠴᠢᠭᠤᠯᠭᠠᠨ）三旗，位於北疆，源於卡爾梅克汗國之和碩特部。1938年廢除。今屬巴音郭楞蒙古自治州（ᠪᠠᠶᠠᠨ ᠭᠣᠣᠯ）和靜縣。
- 中路霍碩特左旗
- 中路霍碩特中旗
- 中路霍碩特右旗

### 烏訥恩素珠克圖四路盟
烏訥恩素珠克圖盟（ᠦᠨᠡᠨ ᠰᠦᠰᠦᠭᠲᠦ ᠶ᠋ᠢᠨ 
ᠴᠢᠭᠤᠯᠭᠠᠨ）十旗，主要來自土爾扈特部之舊土爾扈特，位於北疆，分為四路。1938年廢除。
東路盟，今塔城地區烏蘇市境內。
- 東路舊土爾扈特左旗，今塔城地區烏蘇市東。
- 東路舊土爾扈特右旗，今塔城地區烏蘇市南。

南路盟，今巴音郭楞蒙古自治州和靜縣。
- 南路舊土爾扈特汗旗
- 南路舊土爾扈特左旗
- 南路舊土爾扈特中旗
- 南路舊土爾扈特右旗

西路盟，今博爾塔拉蒙古自治州精河縣西南、尼勒克县西北部。
- 西路舊土爾扈特旗

北路盟，今塔城地區和布克賽爾蒙古自治縣北。
- 北路舊土爾扈特旗
- 北路舊土爾扈特左旗
- 北路舊土爾扈特右旗

### 青塞特奇勒圖盟
青塞特奇勒圖盟（ᠴᠢᠩ ᠰᠡᠳᠬᠢᠯᠲᠦ ᠶ᠋ᠢᠨ 
ᠴᠢᠭᠤᠯᠭᠠᠨ）十旗，包含新土爾扈特部二旗、新霍碩特旗及阿爾泰烏梁海七旗，1912-1919年間隸屬於阿爾泰區域。1938年廢除。今分屬蒙古國及阿勒泰地區。
- 新土爾扈特左旗，今屬富蘊縣。
- 新土爾扈特右旗，今屬青河縣。
- 新霍碩特旗，今屬蒙古科布多省。
- 烏梁海左翼旗，今屬蒙古巴彥烏列蓋省。
- 烏梁海左翼左旗，今屬蒙古巴彥烏列蓋省。
- 烏梁海左翼右旗，今屬蒙古巴彥烏列蓋省。
- 烏梁海左翼後旗，今屬阿勒泰市。
- 烏梁海右翼旗，今屬福海縣。
- 烏梁海右翼左旗，今屬福海縣。
- 烏梁海右翼右旗，今屬福海縣。

## 青海省

### 青海左翼盟
青海左翼盟（ᠬᠥᠬᠡᠨᠠᠭᠤᠷ ᠦ᠋ᠨ 
ᠵᠡᠭᠦᠨ ᠭᠠᠷᠤᠨ 
ᠴᠢᠭᠤᠯᠭᠠᠨ）十二旗，包含霍碩特十旗及土爾扈特二旗，牧地位於黃河以北。今日主要屬於海西蒙古族藏族自治州及海北藏族自治州。
- 霍碩特西前旗，俗稱青海王旗。
- 霍碩特北左翼旗，俗稱柯爾洛貝子旗。
- 霍碩特西後旗，俗稱柯柯的貝勒旗。
- 霍碩特北前旗，俗稱布哈公旗。
- 霍碩特南右翼後旗，俗稱托莫公旗。
- 霍碩特南左翼後旗，俗稱阿喀公旗。
- 霍碩特北左翼末旗，俗稱鹽札薩克旗。
- 霍碩特西右翼中旗，俗稱台吉乃旗。
- 霍碩特南右翼末旗，俗稱居力盖札萨克旗。
- 霍碩特北右翼末旗，俗稱柯爾洛果札薩克旗。
- 土爾扈特西旗，俗稱托里和札薩克旗。
- 土爾扈特南後旗，俗稱角昂札薩克旗。

### 青海右翼盟
青海右翼盟（ᠬᠥᠬᠡᠨᠠᠭᠤᠷ ᠦ᠋ᠨ 
ᠪᠠᠷᠠᠭᠤᠨ ᠭᠠᠷᠤᠨ 
ᠴᠢᠭᠤᠯᠭᠠᠨ）十二旗，包含霍碩特七旗、綽羅斯二旗、輝特一旗、土爾扈特一旗，以及不屬於衛拉特的喀爾喀一旗。牧地位於黃河以北。今日主要屬於海北州、海南州、海西州。
- 霍碩特前左翼首旗（頭旗），俗稱默勒王旗。
- 霍碩特北右翼旗，俗稱郡貝子旗。
- 霍碩特東上旗，俗稱巴汗俄爾札薩克旗。
- 霍碩特西右翼前旗，俗稱默勒札薩克旗。
- 霍碩特西右翼後旗，俗稱巴隆札薩克旗。
- 霍碩特西左翼後旗，俗稱宗札薩克旗。
- 霍碩特南左翼末旗，俗称群科札萨克旗
- 綽羅斯南右翼頭旗，俗稱爾什克貝勒旗。
- 綽羅斯北中旗，俗稱水峽貝子旗、哈爾格貝子旗。
- 輝特南旗，俗稱端達哈公旗。
- 喀爾喀南右翼旗，俗稱喀爾喀札薩克旗。
- 土爾扈特南中旗，俗稱永安札薩克旗。

### 河南五旗
青海黃河以南不入盟的五個特別旗，被稱為河南五旗，包含霍碩特三旗、土爾扈特一旗，此外还有察罕諾門汗一喇嘛旗。1935年（民国24年）5月，青海省政府又将和硕特南左翼中旗划归同德县，河南蒙旗的剩餘三旗由前首旗十世和硕女亲王扎喜才讓统辖，直至中華人民共和國成立前夕，今日位於黄南州境内的河南蒙古族自治县就建立于三旗的辖域基础上。還包括貴南縣、尖扎縣等地域。
- 霍碩特前首旗（頭旗），俗称河南郡王旗。
- 霍碩特南左翼中旗，俗称河南托加札萨克旗。
- 霍碩特南右翼中旗，俗称河南札萨克旗。
- 土爾扈特南前旗，俗称土尔扈特札萨、妥日和扎萨、黄河南札萨。
- 察罕諾門汗喇嘛旗，俗稱白佛旗。